# Sharpness
Sharpness – wieś w Anglii, w hrabstwie Gloucestershire. Leży 23 km na południowy zachód od miasta Gloucester i 165 km na zachód od Londynu.